# قتال الفتنة بين المسلمين (كتاب)
قتال الفتنة بين المسلمين هو كتاب ألفه إبراهيم عبد الله سلقيني. الكتاب أصله بحث لنيل درجة الدكتوراه في الفقه الإسلامي وأصوله في جامعة دمشق.

غلاف كتاب قتال الفتنة

## وصف الكتاب
- المؤلف: د. إبراهيم عبد الله سلقيني.
- دار النشر: دار النوادر، ط1 (1433هـ-2012م).
- الغلاف: تجليد فني.
- الحجم: 21×14 سم.
- عدد الصفحات: 658 صفحة، منها 132 صفحة للفهارس: آيات، أحاديث، آثار، أشعار، أعلام، مواقع ودول وبلدان، مصطلحات فقهية وأصولية وقانونية وسياسية، قواعد أصولية وفقهية، مسائل لم تبحث واردة في البحث، لوحات، مراجع، موضوعات.

## ثانياً: المواضيع الأبرز في الكتاب
- شجرة الدليل السريع للتعامل مع الفتن:
- خطوط الصراع داخل المجتمع:
- الرسم البياني للتسلسل الزمني للفتن الكبرى في العالم الإسلامي:
- يتضمن ملحقاً في تقنينه من ثمان صفحات.

## ثانياً: صعوبات البحث
صعوبات البحث بدأت من لحظة البحث عن موضوع، وتستمر حتى الانتهاء من كتابته، وتكمن تلك الصعوبات في الآتي:
1. لا يوجد كتب أو بحوث أو مقالات تناولت الموضوع بدراسة فقهية مستقلة ومستفيضة . بل بالغ بعض المعاصرين عندما تهربوا من مصطلح “ الفتنة ” ، عادين إطلاقه على وضع معين هروباً من الواقع !! فنفروا بذلك الباحثين من الكتابة في الموضوع بدلاً من حثهم عليه لأهميته .
2. موضوع البحث الأساس ، وهو تعريف الفتنة وضوابط قتالها وبعض أنواع الفتنة لا يوجد في كتب الفقهاء ، إلا النزر اليسير مفرقاً في كتب المتقدمين من أرباب المذاهب ، ولم يعلق عليه المتأخرون. أما أحكام الفتنة ، كحكم العزلة ، وبيع السلاح في الفتنة ، وضمان الأموال والدماء في الفتنة ، فقد كانت مفرقة في كتب الفقه .
3. العدد الكبير من الأحاديث الواردة في الفتن. ووجه الصعوبة يكمن في جمع الأحاديث المتعلقة بموضوع هذا البحث ، وتمييزها عن الأحاديث المتعلقة بالفتنة العامة ، ثم بيان الصحيح من الضعيف فيها ، ثم مقارنتها ـ مع كثرتها ـ لتمييز المطلق والمقيد والعام والخاص منها ، ثم الجمع بين ما ظاهره التعارض ، ثم تقسيمها في البحث تبعاً لموضوعها ، ثم النظر في استنباطات العلماء منها ، ثم الاستنباط منها بعد ذلك .
4. عند استشارة بعض المعاصرين عن آرائهم في الموضوع كان جواب بعضهم تاريخياً !! وكان جواب معظمهم فقهياً متأثراً بالسياق التاريخي للفتنة بين علي ومعاوية رض الله عنهما ، ومتأثراً في ذات الوقت بالرأي الذي يجعل ما حدث بينهما بغياً !! وكانت الآراء عامة جداً. مما دفع الباحث للبعد عن السياق التاريخي قدر المستطاع حتى لا يجنح بحثه عن الدراسة الفقهية، ويقع في دوامة فتنة التعصب لأحد الطرفين .

## ثالثاً: فهرس الكتاب
1. التمهيد:
  1. المطلب الأول: تعريف الفتنة لغة وشرعاً.
  2. المطلب الثاني: أنواع الفتن.
  3. المطلب الثالث: أسباب قتال الفتنة بين المسلمين.
  4. المطلب الرابع: عرض موجز للفتن الكبرى في العالم الإسلامي.
2. الباب الأول: ماهية الفتنة الفقهية:
  1. الفصل الأول: التعريف الفقهي للفتنة، والمصطلحات المتعلقة بها:
    1. المبحث الأول: الفتنة في الاصطلاح الفقهي.
    2. المبحث الثاني: مصطلحات معاصرة كانت سبباً في الفتنة.

  2. الفصل الثاني: ضوابط قتال الفتنة ، ومقارنته بأنواع القتال الأخرى:
    1. المبحث الأول : ضوابط قتال الفتنة . ويشتمل على ثلاثة مطالب :
      1. المطلب الأول: الضوابط العامة لعد القتال من الفتنة.
      2. المطلب الثاني : ضوابط قتال الفتنة بين الحاكم والمحكوم.
      3. المطلب الثالث : ضوابط قتال الفتنة بين جماعتين من المسلمين أو بين دولتين إسلاميتين .

    2. المبحث الثاني : التمييز بين قتال الفتنة وغيره من أنواع القتال . ويشتمل على أربعة مطالب :
      1. المطلب الأول : البغي .
      2. المطلب الثاني : الجهاد .
      3. المطلب الثالث : الحرابة أو قطع الطريق .
      4. المطلب الرابع : قتال العصبية .

    3. المبحث الثالث : المقارنة بين قتال الفتنة وما يقابله في الدراسات السياسية .
3. الباب الثاني: أحكام قتال الفتنة:
  1. الفصل الأول : أحكام الإصلاح بين الجماعتين المتقاتلتين:
    1. المبحث الأول : حكم الإصلاح .
    2. المبحث الثاني : أحكام المصلح .
    3. المبحث الثالث : أحكام الإصلاح .

  2. الفصل الثاني : أحكام قتال الباغي ونصرة المحق في قتال الفتنة . ويتضمن مبحثين :
    1. المبحث الأول : قتال الباغي في قتال الفتنة بين الحاكم والمحكوم:
      1. المطلب الأول: صدور الكفر غير البواح عن الحاكم.
      2. المطلب الثاني: ابتداء الحاكم بقتال الناس وظلمهم .
      3. المطلب الثالث : حكم المشاركة في هذا القتال .
      4. المطلب الرابع: أثر سلطة أهل الحل والعقد في حكم القتال.
      5. المطلب الخامس : الإيمانيات وحِكَم التشريع .

    2. المبحث الثاني: قتال الباغي في قتال الفتنة بين عامة المسلمين.

  3. الفصل الثالث : أحكام الأموال والقتلى:
    1. المبحث الأول: حكم الأموال والقتلى في قتال الفتنة بتأويل:
      1. المطلب الأول: ضمان الأموال والدماء في القتال بتأويل.
      2. المطلب الثاني: الإرث بين القاتل والمقتول في القتال بتأويل.
      3. المطلب الثالث : الصلاة على قتلى الفتنة وتغسيلهم وتكفينهم في القتال بتأويل .

    2. المبحث الثاني : حكم الأموال والقتلى في قتال الفتنة بلا تأويل .

  4. الفصل الرابع : أحكام تعامل الناس في الفتنة:
    1. المبحث الأول : أحكام العزلة .
    2. المبحث الثاني : حكم الدفاع عن النفس .
    3. المبحث الثالث : حكم بيع السلاح زمن الفتنة . ويشتمل على مطلبين :
      1. المطلب الأول : حكم بيع السلاح في الفتنة .
      2. المطلب الثاني: حكم بيع ما يستعمل في صنع السلاح.
4. الخاتمة: وهي تتضمن أهم نتائج البحث والتوصيات والمقترحات .

## رابعاً: خلاصة الكتاب وأهم نتائجه
1. تتنوع الفتن الواقعة على المسلمين تبعاً لعمومها وخصوصها في الأنواع والأفراد، والفتنة موضع البحث هي من الفتن الجماعية التي تتسع بحسب المشاركين فيها .
2. عموم الفتن وخصوصها أمـر نسبي ، فالفتنة الخـاصة يمكن أن تعـم فتصبح عامة .
3. الفتنة لها أسباب من المسلمين ؛ منها الأمراض القلبية ، والجهل . وأسباب من غير المسلمين ؛ وهم المنافقون ، وبعض أهل الكتاب .
4. أعظم الفتن التي مرت على المسلمين عبر التاريخ هي : فتنة التعذيب ، والحصار ، وتجمع الأحزاب (أو الأمم) ، والردة ، والفتنة بين المسلمين ، وفتنة التفرق ، والاحتلال الخارجي ، والفتنة التي تموج كموج البحر . والأخيرة جمعت ما قبلها من الفتن ، فنسأل الله أن يعيذنا من وقوعها ، ويخرجنا منها على خير .
5. كل فتنة يعقبها فرج ونصر ، إلا الفتنة بين المسلمين ، إن تركوها طواعية أعقبها فرج ونصر كما كان مع الصحابة رضي الله عنهم ، وإن لم يتركوها طواعية أعقبها احتلال .
6. أصل الفَتْنِ في اللغة : الحال ، ومنه استعمل في امتحان الذهب والفضة بالنار لمعرفة حالهما ، “ ثم صار اسماً لكل ما كان سبباً للامتحان تشبيهاً بهذا الأصل ” ، “ ثم استعملت في كل أمر يكشفه الامتحان عن سوء ” فهي اسم لما يحصل به الامتحان والاختبار .
7. مصطلح “ الفتنة ” بمعناه الشرعي الخاص ورد في النصوص، وتعارف عليه الصحابة رضي الله عنهم ، ولـم يستحـدثـه الفقهاء والمحَـدِّثـون .
8. الفتنة بمعناها الاصطلاحي الخاص هي : “ ظهور الكفر على المسلمين ، أو الالتباس بين جماعتين أو أكثر من المسلمين ، بانعدام الجماعة وانعدام الإمام حقيقة أو حُكْمَاً ” .
9. العنف ، والإرهاب ، والردع ، هي مصطلحات منضبطة في التشريع الإسلامي ، لكنها استغلت بطريقة فضفاضة ، من قبل بعض الدول وبعض القوانين ، لتحقيق مصالح شخصية أو سياسية ، فكانت بذلك سبباً للفتنة .
10. قتال الفتنة درجة من درجات الفتنة بين المسلمين ، ويعرف بأنه : “ القتال بين جماعتين أو أكثر من المسلمين ، مع انعدام الجماعة وانعدام الإمام حقيقة أو حُكْمَاً ” .
11. للحكم على الواقعة بأنها فتنة يشترط ما يلي :

- إثبات حصول الواقعة ( تبادل الطرفين للقتال ) .
- انعدام الحاكم حقيقة أو حكماً .
- أن يصدر القتال عن جماعة .
- أن يكون التأويل ( إن وجد ) في مسائل اجتهادية ، ولا يمكننا الجزم بالمحق من المبطل من الطرفين .

1. يشترط في الفتنة بين الحاكم والمحكوم أن يكون لدى المحكوم تأويل، وأن يكون ظاهر الصحة أو تستوي فيه الأدلة مع الحاكم ، وأن يتحقق البغي من الحاكم بيقين أو بغلبة الظن .
2. يشترط في الفتنة بين جماعتين أو دولتين أن لا يكون قصد الدنيا في القتال صريحاً، ويتنوع بعد ذلك بين انعدام السبب ، والأسباب الانفعالية ، والأسباب الفكرية .
3. قتال الفتنة هو نوع خامس من أنواع القتال بعد البغي والجهاد والحرابة وقتال العصبية .
4. الفتنة ليس لها وجود في أبجديات المصطلحات السياسية المعاصرة ، فهي من المصطلحات التي اختص بها التشريع الإسلامي .
5. وَاجِب عَلَى كُلِّ مُسْلِمٍ قَادِرٍ أَنْ يَسْعَى فِي الإِصْلاحِ .
6. يشترط في الحَكَم شروط القضاء ، وأن يكون متقناً لأحكام ما يسعى للإصلاح فيه ، متوسطاً بين الفريقين ، قادراً على قول كلمة الحق إن اقتضت الحاجة لذلك.
7. يجب في الإصلاح الدعوة إلى التوقف عن القتال ، وسماع دعاوى الطرفين ، وبيان الحكم الشرعي التفصيلي لمنشأ الخلاف .
8. ترجح لدي جواز الكذب الصريح في الوقائع والأحداث بغية تسكين الفتنة ، دون أن يفضي للتعدي على الحقوق .
9. يكره الكذب لدرء الفتنة المتوقعة ، واللجوء إلى المعاريض أولى .
10. يستحب الإصلاح بالمال والتنازل عن الحكم ، وللمصلح بشيء من ذلك أجر عظيم عند الله .
11. في الفتنة بين الحاكم والمحكوم :

- لا يجوز قتال الحاكم في حالة الكفر غير البواح ولا الخروج عليه. وعليه لا يجوز لمن سمع منه الكفر أن يقتله بما سمع ، ولا أن يخرج عليه الناس إن أعلن ردته أمام بعض الناس دون أن يظهرها .
- ترجح لدي عدم جواز الخروج على الحاكم الظالم والفاسق ، وكلا الطرفين باغٍ إن وقعت الفتنة، فالحاكم باغ بظلمه وفسقه، وهم باغون بخروجهم عليه .
- النصوص الواردة في التعامل مع الحاكم الفاسق على مرتبتين : الأولى تنهى عن طاعة الحاكم مطلقاً ( ولكن دون خروج ) إن لم يُقِمْ شرع الله ( العصيان المدني ) . والثانية إن أقام الحاكم شرع الله فإن أُمِرَ المسلم بطاعة أطاع ، وإن أُمِرَ بمعصية عصى .
- لا يجوز إعانة طرفي القتال في الفتنة بين الحاكم والمحكوم ، فكليهما باغٍ.
- عدم نص القانون على حالة الفتنة دفعه للتناقض بين تبريرها أحياناً ، وإدراجها ضمن العمل الجنائي أحياناً أخرى ، وبالتالي سن لها عدداً من قوانين العقوبات ، وفي الحالتين يصنع ذلك من دعاة الفتنة أبطالاً في عيون أتباعهم من العوام ، فتزداد الفتنة تأججاً . والأسوأ من ذلك أن بعض الدول سنت للفتنة قوانين خارجة عن سلطة القضاء .

1. أهل الحل والعقد في المجتمع الإسلامي يحرزون مكانتهم من ثقة المسلمين بعلمهم ودينهم . فإذا أقر لهم الدستور مجلساً له سلطة أعلى من سلطة الحاكم سياسياً وعسكرياً فلا فتنة حينئذ ، لأنهم كالحاكم حكماً .
2. يبرز دور أهل الحل والعقد في أمرين : الأول بيان أحكام الشرع ، والثاني : تطبيق تلك الأحكام . ومن واجب الناس أن يتعلموا ويأخذوا عنهم ، ويرجعوا إليهم في سائر أمورهم ، وهذا في زمن الفتنة والخوف واختلاط الأمور آكد منه في غيرها من الأزمان .
3. في الالتزام بأحكام الشرع تأليف لقلوب أتباع وذوي المنافقين .
4. في الفتنة بين عامة الناس أو بين دولتين إسلاميتين :

- ترجح لدي حرمة المشاركة في القتال، ووجوب اعتزاله ابتداءً.
- لا يجوز لمن أُكْرِهَ على المشاركة في قتال الفتنة أن يتعمد قتل غيره من المسلمين .
- البغي الذي يخرج القتال عن وضع الفتنة بيقين ، ويبيح للناس القتال مع إحدى الفئتين على أنواع : ظهور البغي بالنص ، أو اعتراف أحد الطرفين بخطئه واستمراره عليه ، أو ترك الصلح دونما سبب ، أو التعدي في القتال (كقتل غير المقاتلين ، أو التعدي على الأعراض ، أو سلب الأموال) .
- القانون يعالج المشكلة من منطلق وجود حكومة معتبرة وسلطة قضائية ، أي خارجة عن صورة الفتنة .

1. في قتال الفتنة بتأويل :

- ترجح لدي القول بعدم الضمان فيما عدا ما سبق .
- ما وُجِدَ بعينه من الأموال فيعود لصاحبه .
- ترجح لدي منع القاتل الذي قتل مورثه في الفتنة من الإرث .
- ترجح لدي أن حكم عدم وجوب الصلاة على القتلى وعدم تغسيلهم وتكفينهم خاصٌ بأرض المعركة والنوازل ، وعام في كل قتيل فيها ؛ كأهل العدل والبغاة في قتال البغي ، والشهداء في المعركة ، والقتلى في قتال الفتنة، والموتى في الزلازل والبراكين والغرق العام .

1. في قتال الفتنة بلا تأويل :

- ترجح لدي القول بالضمان . ويتفرع عن ذلك أن الفريقين إن اقْتَتَلُوا فَانْكَشَفُوا وَبَيْنَهُمْ قَتِيلٌ أَوْ جَرِيحٌ لا يُدْرَى مَنْ فَعَلَ ذَلِكَ بِهِ ... فِيهِ الْعَقْلَ , وَأَنَّ عَقْلَهُ عَلَى الْقَوْمِ الَّذِينَ نَازَعُوهُ , وَإِنْ كَانَ الْقَتِيلُ أَوْ الْجَرِيحُ مِنْ غَيْرِ الْفَرِيقَيْنِ فَعَقْلُهُ عَلَى الْفَرِيقَيْنِ جَمِيعاً .
- المقاتل في الفتنة بلا تأويل يُحْرَم من الإرث بقتله لمورثه .
- ترجح لدي أن الغسل والتكفين يسقط عمن قُتِلَ في أرض المعركة . لا عقوبةً له ، وإنما رفعاً للحرج عن المسلمين في تغسيله وتكفينه . أما المقتول خارج أرض المعركة فيغسل ويكفن ويصلى عليه .

1. ترجح لدي أن للعزلة مراتب بحسب : تغلغل الفتنة في المجتمع ، وبحسب حال الإنسان في تأثره بالفتنة . ومراتبها هي :

- عزلة اللسان عن الكلام في أخبار الناس وأفعالهم وأقوالهم بمجرد حصول الفتنة.
- عزلة اللسان عن بيان الأحكام الشرعية وعن أخبار الناس ، إذا انعدمت الفائدة من بيان الحكم الشرعي ؛ كأن يغلب في الناس تحريف الْحُكْمِ عند نقله لهوىً في نفوسهم ، أو لجهلهم وقلة فهمهم . أو أن تكون آلة نقل الحكم الشرعي من العالم للناس بيد مُفْسِد .
- اعتزال دعاة الفتنة ، إذا اقتصر الشر على أولئك الدعاة .
- اعتزال فرق الفتنة ، إذا لم يكن للمسلمين جماعة وافْتَرَقَ النَّاس أَحْزَاباً .
- اعتزال الناس عموماً ، حين لا يأمن الرجل جليسه .
- اعتزال الناس واعتزال مواطن الفتن استحباباً ، إذا دخلت الفتن إلى البيوت .

1. العزلة لا يجوز أن تكون سبباً لترك الواجبات : كالدعوة والجهاد ونحوهما .
2. الأذى الذي يلحق الداعي إلى الله والآمر بالمعروف الناهي عن المنكر من الناس بسبب الدعوة وما شاكلها ليس من الفتنة موضع البحث التي توجب الاعتزال .
3. عدم الدفاع عن النفس أفضل من الدفاع في زمن الفتنة .
4. ترجح لدي أن الأمر بعدم الدفاع عن النفس على الاستحباب وليس على الوجوب . والقول بمشروعية الدفاع عن النفس يقتضي عدم الضمان في حالة الدفع في قتال الفتنة بلا تأويل .
5. ترجح لـدي حـرمة بيع السلاح لأهل الفتنة ، ولا يكره بيعه لغيرهم في زمن الفتنة .
6. ترجح لدي أن حكم بيع ما يستعمل في صنع السلاح يتنوع تبعاً لغرض المشتري إلى أنواع :

- إن كان المشتري معروفاً بصناعة السلاح ، وعُرِفَ عنه أنه يبيع صناعته لأهل الفتنة ، فقد ترجح لدي أنه لا يجوز حينئذ بيع الحديد له .
- إن اشتراه مِنْ أهل الفتنة مَنْ لا يُعْرَفُ بصناعة السلاح ، أو اشتراه من عُرفَ بصناعة السلاح وهو مستور الحال لا يعرف ببيع السلاح لأهل الفتنة، فبيعه لأولئك في زمن الفتنة مكروه تنزيهاً .
- ما لو اشتراه من لا يُعْلَم عنه أنه من أهل الفتنة ، أو عُرِفَ بصناعة السلاح ومعروف عنه التقوى وتحري الحلال في بيع سلاحه ، فالبيع جائز .

## خامساً: التوصيات والمقترحات
1. نشر العلم الشرعي على أوسع نطاق ، فهو صمام الأمان لمنع وقوع الفتنة ، وتجفيف منابعها إن وقعت لا سمح الله .
2. المجتمعات الإسلامية بحاجة لمعاهد للتربية الإيمانية ( التصوف الحقيقي ) تماماً كحاجتها للمعاهد الشرعية ، بهدف كبح جماح النفس عن مطامع الدنيا ( حب المال والحكم ) .
3. إدراج موضوع قتال الفتنة بين المسلمين ضمن جدول أعمال المجامع الفقهية ، بهدف إعمال الاجتهاد الجماعي في مسائل الفتنة لتكون أقرب للصواب .
4. إدراج التشريعات الإسلامية للفتنة ضمن قوانين الدول الإسلامية ، بدلاً من قوانين الطوائ والأحكام العرفية .
5. عمل قاموس للمصطلحات السياسية في الإسلام .
6. تعزيز دور أهل الحل والعقد ، ومؤسسات المجتمع المدني الإسلامية ، لأنها تمثل حلقة وصل بين طبقات المجتمع، وبين الحكام والمحكومين.
7. تعزيز دور الهيئات الدولية الإسلامية ، لأنها الضمانة لتقوية العلاقة بين الدول الإسلامية ، ولمنع الصراعات بينها .
8. توقف المنظمات والجماعات الإسلامية عن المعارضة لمجرد المعارضة ، بل عليها بث روح الاحترام للحاكم المسلم ، وإن كان فيه ما فيه ، فالظن لا يغني عن الحق شيئاً ، ولا يبنى عليه حكم .
9. أن تقوم الحكومات الإسلامية ببث الوعي السياسي الإسلامي بين أفراد المجتمع ، ليعرف كل فرد حده الشرعي فيقف عنده .
10. عند حدوث فتنة ـ لا سمح الله ـ يوصى بتشكيل لجنة ـ من الطرفين ـ من أهل الرأي والمشورة ، العالمين بأحكام الشرع ، للدعوة للصلح وفض النزاع .
11. الاعتصام بالله واللجوء إلى العبادة زمن الفتنة .
12. ضبط حركة السلاح داخل المجتمع قدر المستطاع زمن الفتنة (إيقاع عقوبة تعزيرية على حامل السلاح غير المرخص) .
13. أن يعزز حكام المسلمين علاقتهم بشعوبهم ، ويتفهموا مطلبهم الأساس بتحكيم شرع الله في الأرض .

استفتح الباحث كتابه بما يلي:
1. قوله تعالى : {والفتنة أشد من القتل} [البقرة : 191]، وقوله تعالى : {والفتنة أكبر من القتل} [البقرة : 217].
2. قول النبي صلى الله عليه وسلم: “ إِنَّ اللهَ عز وجل لم يُحِلَّ في الْفِتْنَةِ شيئاً حَرَّمَهُ قبل ذلك ، ما بَالُ أَحَدِكُمْ يَأْتِي أَخَاهُ فَيُسَلِّمُ عليه ، ثُمَّ يَأْتِي بَعْدَ ذلك فَيَقْتُلُهُ ” [المعجم الكبير للطبراني]
3. قول ابْن عُيَيْنَةَ عَنْ خَلَفِ بْنِ حَوْشَبٍ : كَانُوا يَسْتَحِبُّونَ أَنْ يَتَمَثَّلُوا بِهَذِهِ الأَبْيَاتِ عِنْدَ الْفِتَنِ ؛ قَالَ امْرُؤُ الْقَيْسِ :

الْحَرْبُ أَوَّلُ مَا تَكُونُ فَتِيَّةً - تَسْعَى بِزِينَتِهَا لِكُلِّ جَهُولِ

حَتَّى إِذَا اشْتَعَلَتْ وَشَبَّ ضِرَامُهَا - وَلَّتْ عَجُوزاً غَيْرَ ذَاتِ حَلِيلِ

شَمْطَاءَ يُنْكَرُ لَوْنُهَا وَتَغَيَّرَتْ - مَكْرُوهَةً لِلشَّمِّ وَالتَّقْبِيلِ

## سادساً: خلاصات الكتاب
- عدد الأحرف (435030).
- عدد الفقرات (5734).
- عدد الكلمات (93285).
- عدد المراجع (273) مرجع: التفسير (15)، الحديث وشروحه (60)، الفقه وأصوله (63)، العقائد (6)، الكتب الفكرية (5)، البيلوغرافيا (85)، التصوف (7)، القانون (4)، الرسائل الجامعية (1)، اللغة (15)، المصطلحات (145).
- الآيات: (68) آية، من (29) سورة.
- الأحاديث (188).
- الآثار (86).
- الأبيات (19).
- الأعلام (204).

## سابعاً: لجنة المناقشة
- أ. د. محمد فاروق العكام عضواً مشرفاً - رئيس قسم الفقه الإسلامي وأصوله بكلية الشريعة ـ دمشق
- أ. د. محمد الحسن البغا عضواً - عميد كلية الشريعة بدمشق
- أ. د. أسامة الحموي عضواً - أستاذ الفقه الإسلامي وأصوله بكلية الشريعة ـ دمشق
- د. محمد حسان عوض عضواً - أستاذ أصول الفقه الإسلامي بكلية الشريعة ـ دمشق
- د. محمد ربيع صباهي عضواً - رئيس قسم الفقه الإسلامي وأصوله بكلية الشريعة ـ حلب
- عقدت المناقشة في الساعة التاسعة والنصف من صباح يوم الأحد 13/صفر/1430هـ الموافق 8/شباط/2009م على مدرج نقابة المعلمين بجامعة دمشق.